# 12050 Humecronyn
12050 Humecronyn (1997 HE14) là một tiểu hành tinh vành đai chính được phát hiện ngày 27 tháng 4 năm 1997 bởi Spacewatch ở Kitt Peak.